# Montortal
Montortal és una pedania de l'Alcúdia a la comarca de la Ribera Alta al País Valencià, situada a uns dos kilòmetres al sud del nucli principal. El 2020, tenia 135 habitants, entre els quals es troba un nucli important de població gitana. Fins a l'1 de gener de 1843 era un municipi independent.
Aquest petit poble, que antigament pertanyia a la nissaga dels Tejedor que el 1635 van rebre el títol der Marquès de Montortal. Es troba dins una zona intensament agrícola on es cultiven els tarongers i els caquis. És un dels pocs pobles de l'àrea que no ha estat explotat pels urbanistes, degut sobretot al fet que es troba en uns terrenys majoritàriament no urbanitzables i molts cops és impossible aconseguir permís per edificar. Malgrat això, des de fa uns anys la població comença a augmentar i alguns dels seus edificis s'estan restaurat. L'any 2006 només cinc de les quaranta cases del poble estan deshabitades.
L'església, del segle xvii i dedicada a la Puríssima, fou incorporada com a filial el 1902 a la de Sant Andreu apòstol de l'Alcúdia, és classificada com monument d'interés local.